# Marilleva
Marilleva  (IPA: /marilˈleva/, Mariléva in solandro) è una frazione del comune di Mezzana in provincia di Trento, località turistica realizzata negli anni Settanta come stazione sciistica e centro alberghiero-residenziale.
È composta da due località, Marilleva 900, situata a circa 900 m s.l.m., sulla riva destra del torrente Noce e Marilleva 1400, a circa 1400 metri di quota, da dove si dipartono tutti gli impianti di risalita. Il collegamento fra le due località è garantito da una strada carrozzabile e da una telecabina. Il complesso turistico è stato progettato da Luciano Perini e Flavio Perini (calcoli strutturali).
L'area sciistica comprende 25 impianti di risalita che la collegano, sci ai piedi, a Folgarida, Madonna di Campiglio e Pinzolo, creando un carosello di circa 150 km di piste.
La località è dotata di uno stadio per lo sci notturno, di una piscina coperta, di campi da tennis al coperto, di un centro sportivo (a Mezzana) con campo da calcio, da calcetto, campo da bocce e di un centro rafting e canoe.

## Infrastrutture e trasporti

### Ferrovie
Marilleva 900 è servita dalla stazione di Marilleva che si trova lungo la ferrovia Trento-Malé-Mezzana.
Di fronte alla stazione parte la telecabina per Marilleva 1400.